# Акула супова чорноплавцева
Супова акула чорноплавцева (Hypogaleus hyugaensis) — єдиний вид роду Hypogaleus родини Куницеві акули. Інші назви «мала супова акула», «акула-олівець», «західна зграйна акула», «чорноплавцева акула-п'яниця».

## Опис
Загальна довжина досягає 1,27 м. Зовнішністю доволі схожа на звичайну супову акулу. Голова помірно довга. Морда витягнута, дещо загострена. очі великі, овальні, горизонтальної форми, з мигальною перетинкою. За очима розташовані маленькі бризкальця. Під очима є щічні горбики, які більш помітні у дорослих особин. Носові клапани слабко виражені. Рот відносно невеликий, зігнутий. Зуби дрібні, з тупими верхівками. Розташовані у декілька рядків. У неї 5 пар зябрових щілин. Тулуб стрункий, подовжений, нагадує олівець. Грудні плавці великі, довгі, з округлими кінчиками. Має 2 спинних плавця, з яких передній помітно більше за задній. Передній спинний плавець розташовано позаду грудних плавців, задній — навпроти анального плавця. Черевні плавці маленькі, з округлими кінчиками. Задній спинний плавець більше за анальний. Хвостовий плавець гетероцеркальний. На верхній лопаті є виріз, що утворює характерний «вимпел». За цим вирізом відрізняють цю акулу від звичайної супової акули за зовнішністю. У чорноплавцевої супової акули виріз менш глибокий.
Забарвлення спини сіре або бронзово-сіре. Черево має попелясто-білий колір. Передня частина голови трохи темніше за загальний фон спини. Кінчики переднього спинного плавця та верхньої лопаті хвостового плавця чорні.

## Спосіб життя
Тримається на глибинах від 40 до 230 м, континентальному шельфі. Зустрічається як біля поверхні, так й на глибині. Не утворює значних груп. Полює біля дна, є бентофагом. Живиться переважно дрібною костистою рибою, головоногими молюсками, а також креветками, крабами, морськими черв'яками, личинками морських тварин.
Це живородна акула. Вагітність триває 15 місяців. Самиця народжує 10-11 акуленят завдовжки 33-35 см.
Є об'єктом місцевої риболовлі, оскільки її м'ясо доволі смачне. також використовується як приманка.
Не становить загрози для людини.

## Розповсюдження
Мешкає в Тихому океані: біля берегів Японії, Тайваню і Китаю; в Індійському океані: в акваторії південної Австралії, в Перській затоці, від берегів Кенії до ПАР.